# Murtosa (freguesia)
A Freguesia de Murtosa é uma freguesia portuguesa do Município da Murtosa, com 14,56 km² de área e 3503 habitantes (censo de 2021), tendo, por isso, uma densidade populacional de 240,6 hab./km².

## Demografia
Notas: Com lugares desta freguesia foi criada, pelo decreto-lei n.º 12.570, de 30/10/1926, a Freguesia de Torreira. Com lugares desta freguesia foi criada, pelo decreto-lei n.º 22.832, de 17/07/1933, a Freguesia de Monte.
A população registada nos censos foi:
| Distribuição da População por Grupos Etários | Distribuição da População por Grupos Etários | Distribuição da População por Grupos Etários | Distribuição da População por Grupos Etários | Distribuição da População por Grupos Etários |
| -------------------------------------------- | -------------------------------------------- | -------------------------------------------- | -------------------------------------------- | -------------------------------------------- |
| Ano                                          | 0-14 Anos                                    | 15-24 Anos                                   | 25-64 Anos                                   | > 65 Anos                                    |
| 2001                                         | 489                                          | 396                                          | 1379                                         | 876                                          |
| 2011                                         | 539                                          | 339                                          | 1723                                         | 1098                                         |
| 2021                                         | 448                                          | 345                                          | 1683                                         | 1027                                         |

## Património
- Quinta da Caneira
- Ribeira do Gago
- Cova do Chegado
- Ribeira do Mancão
- Cambeia
- Ribeira do Martinho
- Ribeira de Pardelhas
- Bico
- Cais da Bestida
- Cais da Torreira
- Praia da Torreira
- Marina da Torreira
- Monumento ao Almirante Jaime Afreixo
- Igreja Paroquial da Murtosa
- Teatro Recreativo de Pardelhas
- Antigo Edifício da Câmara Municipal da Murtosa
- Casa da Agra
- Igreja Paroquial de Pardelhas
- Praia do Monte Branco
- Monumento aos Mortos da Grande Guerra - Murtosa;
- Monumento ao Reitor Araújo e Castro - Murtosa;
- Monumento ao Dr. Pinto Barbosa - Pardelhas;
- Monumento ao Emigrante - Murtosa;
- Monumento ao P. António Morais da Fonseca - Murtosa;
- Monumento ao D. Francisco Rendeiro - Murtosa;
- Antigo Externato 29 de Outubro - Murtosa;
- Monumento ao Moliceiro - Bico/ Murtosa;
- Capela de S.Tomé - Ribeiro/ Murtosa;
- COMUR - Antiga Fábrica de Conservas da Murtosa;
- Antigo edifício do Matadouro Municipal.

## Barcos
- Moliceiro
- Caçadeira
- Bateira de Bica
- Mercantel
- Berbigoeira
- Bateira de Canelas
- Bateira sem Bica
- Barco de Mar

## Associações Desportivas do Concelho
- Sport Marítimo Murtoense
- Associação Náutica da Torreira
- ACDM - Associação Cultural e Desportiva do Monte
- Associação Desportiva e Recreativa das Quintas
- Clube Desportivo Torreira - Mar
- Os Dragões da Murtosa - Associação Cultural, Recreativa e Desportiva
- Associação Cultural Bunheirense
- Clube Nacional de Paramotor
- Núcleo Sportinguista da Murtosa
- Casa do Benfica da Murtosa